# Cristian Gasparro
Cristian Gasparro (Eboli, 15 dicembre 1974) è un multiplista italiano.

## Biografia
È uno specialista delle prove multiple, ed in particolare dell'eptathlon, specialità nella quale ha detenuto il record italiano assoluto con 5 893 punti, stabilito a Genova il 3 febbraio 2002.
Ha disputato una sola grande manifestazione internazionale, i Campionati europei di atletica leggera indoor 2002 di Vienna, classificandosi all'11º posto nell'eptathlon.
Nel decathlon ha un primato personale di 7 739 punti.